# Machilinus aurantiacus
Machilinus aurantiacus es una especie de «pececillos de cobre» (Archaeognatha) en la familia Meinertellidae. Habita en América del Norte.

## Subespecies
Estas dos subespecies pertenecen a la especie Machilinus aurantiacus:
- Machilinus aurantiacus aurantiacus (Schött, 1897)
- Machilinus aurantiacus setosus Sturm & Bach, 1992